# پورپتو
پورپتو (به ایتالیایی: Porpetto) یک کومونه در ایتالیا است که در استان اودینه واقع شده‌است.

## خصوصیات
پورپتو ۱۹٫۷ کیلومترمربع مساحت و ۲٬۷۱۷ نفر جمعیت دارد و ۱۰ متر بالاتر از سطح دریا واقع شده‌است.